# Маастрихтський коледж об'єднаного світу
Маастрихтський коледж об'єднаного світу (англ. «United World College Maastricht», (UWCM)), коротка назва: (англ. «UWC Maastricht (UWCM)) — міжнародний коледж-інтернат, розташований  у Маастрихті, провінції Лімбург, Нідерланди. Коледж було створено на базі двох міжнародних шкіл, раніше відомих у Нідерландах як «Маастрихтська міжнародна школа» (англ. International School Maastricht) та Міжнародна початкова школа Йоппенгофа (англ. International Primary School Joppenhof). З 2013 розташовується у новому кампусі в приміській зоні Маастрихта Амбі. У 2009 увійшов до всесвітньої мережі Коледжів об'єднаного світу. 
Коледж є членом Ради міжнародних шкіл та обох секцій (початкові та середні школи) «Голландської ради міжнародних шкіл» (англ. Dutch International School).
У коледжі виховуються та навчаються 930 учнів 104 національностей віком від 3 до 18 років, 180 з яких проживають у інтернаті. Від моменту заснування школа, і дотепер коледж, рекомендовані для навчання дітей військовослужбовців та співробітників НАТО.
Претенденти на навчання з різних країн відбираються на конкурсній основі національними комітетами Коледжів об'єднаного світу, які функціонують більше, ніж у 155 країнах світу. Претенденти з України відбираються національним комітетом «UWC Україна». Основні критерії відбору наведені на сайті комітету.

## Коротка історія
Уряд Нідерландів започаткував програму із створення мережі міжнародних шкіл для дітей іноземних громадян та експатріантів. Навчання у таких початкових міжнародних школах проводилося за «Міжнародною початковою навчальною програмою» (англ. International Primary Curriculum (IPC)). Загалом на той час було створено 13 міжнародних початкових та середніх шкіл, об'єднаних членством у Голландській раді міжнародних шкіл (англ. Dutch International School), до яких увійшла і Міжнародна початкова школа Йоппенгофа, яку було засновано в 1984 році. Пізніше, у 2007 до цієї школи було приєднано «Міжнародний дошкільний навчальний заклад Мозаїка» (англ. Mosaic International Preschool).
Початково Маастрихтська міжнародна школа розташовувалася у одній будівлі із вальдорфською школою Бернарда Лівеґода на вулиці Нійверхейдсвеґ (нід. Nijverheidsweg). Для надання можливості випускникам здобувати вищу освіту у найкращих університетах світу, школа розпочала роботу з запровадження освітньої програми міжнародного бакалаврату. 9 листопада 1988 були завершені роботи з впровадження і акредитації освітньої програми міжнародного бакалаврату, орієнтованої на учнів старших класів «Diploma Programme» (укр. Програми для здобуття диплому). 
Коледж було створено у 2009 об'єднанням Маастрихтської міжнародної школи (старші класи) та Міжнародної початкової школи Йоппенгофа (молодші та середні класи і дитячий садочок).
16 серпня 2011 року коледж успішно завершив процедуру акредитації програми базової середньої освіти, орієнтованої на учнів середніх класів, «Middle Years Programme» (укр. Програми середніх років) власником та розробником цієї програми — некомерційним освітнім фондом «International Baccalaureate®».
У вересні 2009 коледж увійшов до всесвітньої мережі Коледжів об'єднаного світу і змінив назву на «United World College Maastricht».
2013-го коледж переїхав у новий кампус, розташований в приміській зоні Маастрихта Амбі.

## Опис
Новий кампус коледжу розташований у приміській зоні Амбі на острові в Амб'єрвейвер, оточеному ровом, і доступному через два мости. У кампусі розташовуються: основний навчальний корпус для учнів середніх і старших класів, південне крило навчального корпусу для дитячого садочка та початкової школи та три корпуси інтернату. Поряд міський парк та спортивний парк Гюссельтпарк, у якому розташований замок Гюссельт, плавальний басейн Гюссельтбад, футбольний клуб, спортивний майданчик, доросле і дитяче футбольні поля та інші спортивні споруди. 
У основному корпусі розташовані навчальні класи, аудиторії, дослідницькі лабораторії для учнів середніх і старших класів. На першому поверсі —загальна для усіх учнів простора бібліотека, призначена і облаштована для самостійного навчання та самостійної роботи, роботи над проектами або завданнями, чи для читання або відпочинку. На першому поверсі також розташовуються класи та кімнати для занять творчого характеру, таких як драматургія, образотворчі мистецтва та дизайн. Музичні кімнати зосереджені у звукоізоляційній зоні. Дослідницькі лабораторії та аудиторії розташовані на другому та третьому поверхах. Широкі коридорні зони призначені для багатофункціонального використання. У центральній частині корпусу центральна колективна зона, призначена для багатофункціонального використання. Поруч із центральним входом розташований Атріум, велику площу якого використовують для вистав, святкувань та зустрічей.

### Інтернат
У трьох корпусах інтернату можуть розміститися дві сотні учнів старших класів. Вони проживають по четверо у одній кімнаті. На кожному поверсі є шість кімнат для учнів та квартира для їх наставника, який також опікується порядком на поверсі. На кожному поверсі є загальна кімната для спільного відпочинку та прийому гостей, яка має кухню.

## Освітні програми
Освітні програми охоплюють процес навчання і виховання учнів від 3 до 19 років і включають:
- «International Primary Curriculum (IPC)» (укр. Міжнародна початкова навчальна програмою — програма початкової освіти, орієнтована на учнів дошкільної підготовки та молодших класів — до 5 класу включно);[12]
- «IB Middle Years Programme (MYP)» (укр. Програма середніх років — програма базової середньої освіти, орієнтована на учнів середніх класів — від 6 по 10 класи);[13]
- «IB Diploma Programme (DP)» (укр. Програма для здобуття диплома — програма повної загальної середньої освіти, орієнтована на учнів старших класів — 11, 12 класи).[13]

Дипломи про середню освіту (англ. The IB diploma) надають можливість здобувати вищу освіту та приймаються і визнаються більше, ніж 2 337 університетами у 90 державах світу. 